# エウジェーニオ・モンターレ
エウジェーニオ・モンターレ（Eugenio Montale、1896年10月12日 - 1981年9月12日）はイタリアの詩人、小説家、編集者、翻訳家であり、1975年度のノーベル文学賞受賞者である。

## 人生

### 初期の人生
モンターレはジェノヴァで、化学薬品問屋の家に6男1女の兄弟の六男として生まれた。甥のビアンカ・モンターレも詩人であった。
1915年、モンターレは会計士として働き始めたが、文学への情熱は捨てきれず、市の図書館や姉の大学の哲学の講義に通った。また彼はオペラの声楽も習っていたが、これは後の彼の作品に影響を与えることになった。
彼はダンテ・アリギエーリなど様々な作家に影響を受けた権威にとらわれず自由な発想をした。また外国語を学び、休日は家族とリグーリア州で過ごした。
第一次世界大戦中はパルマで志願して前線に立った。その後はヴァッラルサなどで歩兵隊として従軍し、1920年に帰国した。

### 初期の作品
モンターレは比較的少数の作品しか残さなかった。主な作品は4つの短編詩のアンソロジー、翻訳詩quadernoと翻訳小説を何冊か、2冊の批評書、1冊のファンタジー小説だけである。またイタリアの主要紙コリエーレ・デラ・セラにも連載を持った。
第一次世界大戦を経て、芸術の世界ではダダイスムやデ・ステイルといった潮流が起こった。イタリアの詩の世界ではヘルメス主義が起こり、非論理的な詩の創作が流行った。また1925年に刊行された彼の最初の詩集Ossi di seppiaにはファシズムも深い影響を与えた。彼の最初の詩にはリグーリアなどの地中海の景観が色濃く表れている。社会的な身分が上がってくると、彼は自然現象に対して敏感になっていった。

### 新しい詩
1927年、モンターレは編集者として、当時イタリアの詩の中心地だったフィレンツェへ転居した。ここではウンベルト・サバやヴィンチェンツォ・カルダレッリが高い評価を受けていた。1929年にモンターレはガビネットの図書館の館長への就任を要請されたが、1938年にファシズムにより追放された。この間彼はSolariaという雑誌に連載し、Giubbe Rosseという文芸カフェでエリオ・ヴィットリーニやカルロ・エミリオ・ガッダと知り合いになった。彼はまた新しい詩を模索する雑誌に対してはほとんど全てに寄稿した。
1939年、最も有名なアンソロジーOccasioniを出版した。1933年から1938年の間にユダヤ系アメリカ人でダンテ・アリギエーリを研究するイルマ・ブランディーズと知り合った。二人は恋に落ち、モンターレは執筆ができないほどだった。Le occasioniにはCliziaと呼ばれるブランディーズを仄めかした人物の登場する作品が多数収められている。フランコ・フォルティーニは、モンターレのOssi di SeppiaとOccasioniこそは20世紀イタリア詩の最高峰だと述べている。
またモンターレの詩に大きな影響を与えたのはT・S・エリオットの戯曲である。実際に、当時リバプールの教授の形で在英中だったマリオ・プラーツからエリオットのアイデアを紹介された直後に、それらはモンターレの作品に表れている。モンターレが詩の中で用いた客観的相関という考え方は確かにエリオットから影響を受けたものである。

### 晩年
1948年から死去するまで、彼はミラノに住んだ。コリエーレ・デラ・セラに連載しながら、彼はパウロ6世に随行してパレスチナを訪れるなど、レポーターとしても活躍した。ジャーナリストとしての彼の活動は1969年に出版されたFuori di casaにまとめられている。
1966年のXenia, 1971年のSatura, 1973年のDiario del '71 e del '72などモンターレの晩年の作品は、初期の作品への批評や身の回りの変わり行く世界に対しての皮肉に満ちている。Saturaには妻のDrusilla Tanziに対する、胸を刺すような哀歌が収められている。この頃にはモンターレの世界的な名声は確立し、1961年のミラノ大学、1967年のケンブリッジ大学、1974年のローマ大学など様々な大学から名誉学位を受け、共和国元老院議員にも選出された。1973年にストルガ詩の夕べ金冠賞受賞。1975年にはノーベル文学賞を受賞した。
1981年にミラノで亡くなった。1996年には、モンターレが生前アンナリサ・チーマに託しておいたPosthumous Diaryという詩集が出版された。当初はチーマによる偽造説も唱えられたが、現在では本物であると認められている。

## 作品
- Ossi di seppia (1925)
- La casa dei doganieri e altre poesie (1932)
- Le occasioni (1939)
- Finisterre (1943)
- La fiera letteraria (Poetry criticism, 1948)
- La bufera e altro (1956)
- La farfalla di Dinard (Journalism, 1956)
- Satura (1962)
- Accordi e pastelli (1962)
- Il colpevole (1966)
- Xenia (1966)
- Fuori di casa (1969)
- Diario del '71 e del '72 (1973)
- Posthumous Diary (1996)
- The Storm & Other Poems, trans. Charles Wright (Oberlin College Press, 1978), ISBN 0-932440-01-0
- Selected Poems, trans. Jonathan Galassi, Charles Wright, & David Young (Oberlin College Press, 2004), ISBN 0-932440-98-3

### 日本語文献
- 須賀敦子『イタリアの詩人たち』青土社、1998年、新版2013年。著者の初期作品（第3章）
  - 別版『須賀敦子全集 第5巻 イタリアの詩人たち ほか』河出書房新社、2000年、河出文庫、2008年